# Canoe

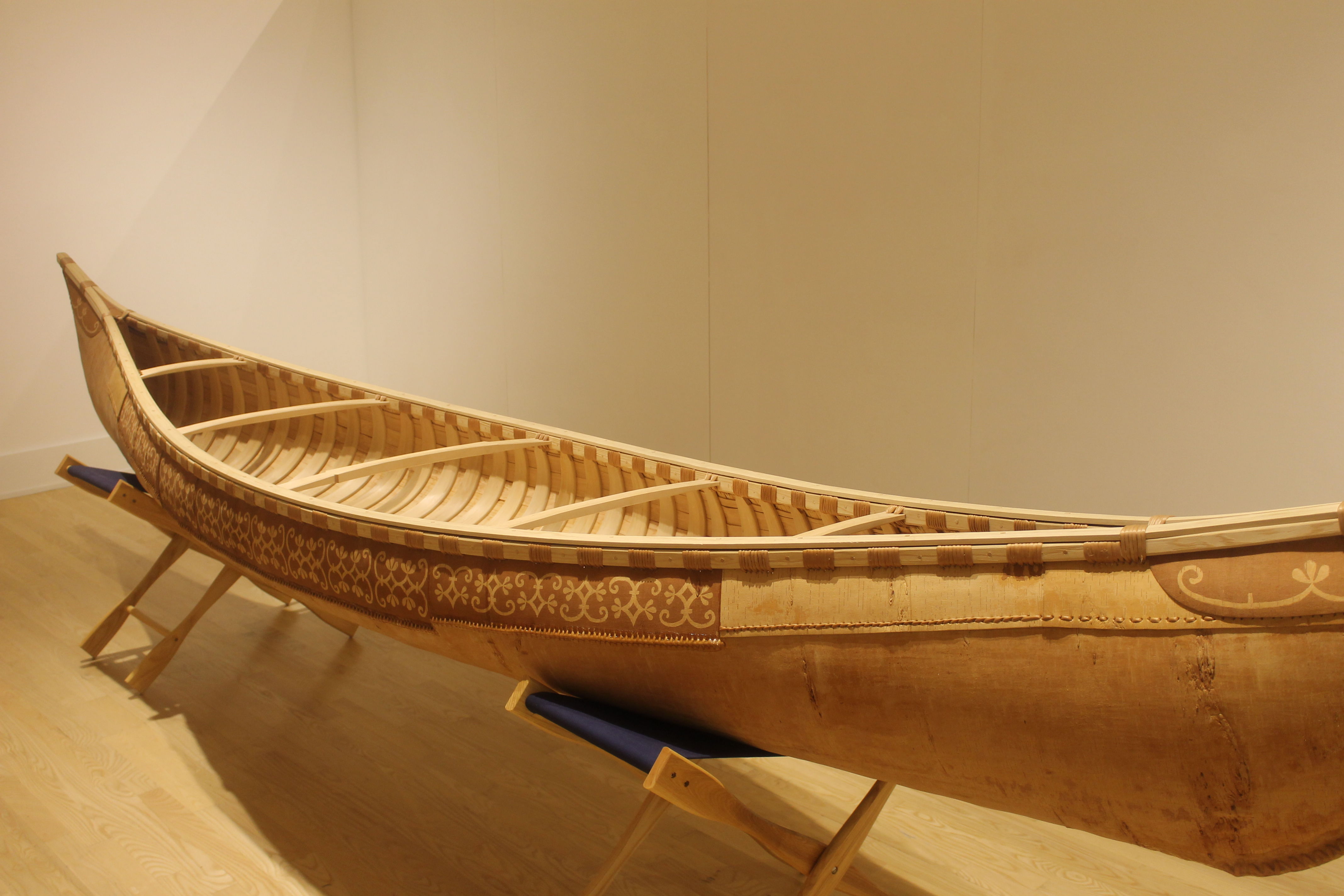
Canoe din scoarță de mesteacăn, aflată la Abbe Museum din localitatea Bar Harbor, statul american.

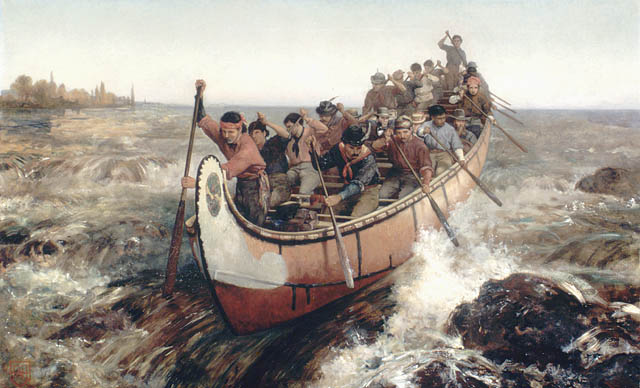
Pictură de Frances Anne Hopkins - Shooting the Rapids (Quebec) (1879), canoe de tip Voyageur.

Canoe este denumirea unei anumit tip de vas, de obicei de formă relativ simetrică, cu prova și pupa ridicate, care este acționat de forța fizică a unuia sau mai multor vâslași, care pot fi așezați sau stând într-un genunchi, și care, de obicei, folosesc o vâslă simplă, numită pagaie, pentru propulsarea acestui tip de vas.
Primele bărci de tip canoe au fost, cel mai probabil, construite în epoca mezolitică, fiind, alături de arc și de săgeți, mari invenții ale lui Homo sapiens.
Dimensiunile canoelor variază de la cele ale unei bărci de dimensiuni mici la cele ale unui vas mediu, uneori chiar având catarge, așa cum sunt vasele de tip canoe cu care populațiile native ale Oceaniei au migrat în centrul Oceanului Pacific, ocupând treptat-treptat insulele locuibile din Pacific.
Canoele sunt foarte des folosite în epoca modernă pentru competiții și plăcere, așa cum sunt întreceri sportive, pe ape stătătoare sau pe râuri neamenajate (în engleză, whitewater canoeing), tururi și campare, stil liber și recreere, în general.
Concursurile sportive de canoe, combinate cu cele de caiac au fost introduse demonstrativ la Jocurile Olimpice de la Paris, din 1924, fiind acceptate ca sport, „egal în drepturi” cu altele, 12 ani mai târziu, la Jocurile Olimpice din 1936 de la Berlin.
Scopul pentru care canoele urmează a fi folosite determină formele acestora, secțiunea transversală și materialul folosit la realizarea lor. Istoric, canoele au fost realizate fie prin cioplirea dintr-o bucată a unui singur trunchi de copac, fie din scoarța unor arbori, care poate fi folosită la realizarea acestor vase, iar, mai actual, din pânză atașată unui schelet de lemn, din materiale compozite, din aluminiu, sau, foarte recent, din plastic și/sau rășini sintetice.

## Istoric
Cuvântul canoe provine din limba Carib - kenu, prin intermediul cuvântului din spaniolă, canoa.
Construită cândva între anii 8.200 și 7.600 î.e.n., și găsită în Țările de Jos, canoea cunoscută sub numele de canoea Pesse, este, deocamdată, cea mai veche canoe cunoscută a fi existat. Excavații din Danemarca au relevat că bărci scobite din trunchiuri de copaci și, respectiv, pagaie au fost folosite în timpul perioadei culturii en  Ertebølle, (circa 5.300 BC – 3.950 î.Hr.).

## Galerie de imagini

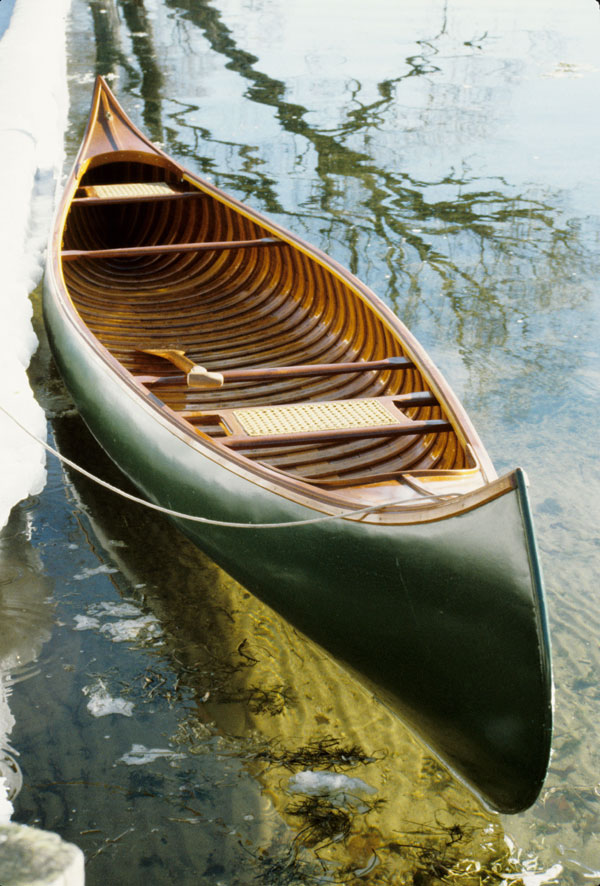
O canoe realizată din lemn și pânză, construită aproximativ în jurul anului 1912 de compania americană en  B.N. Morris Canoe Company.
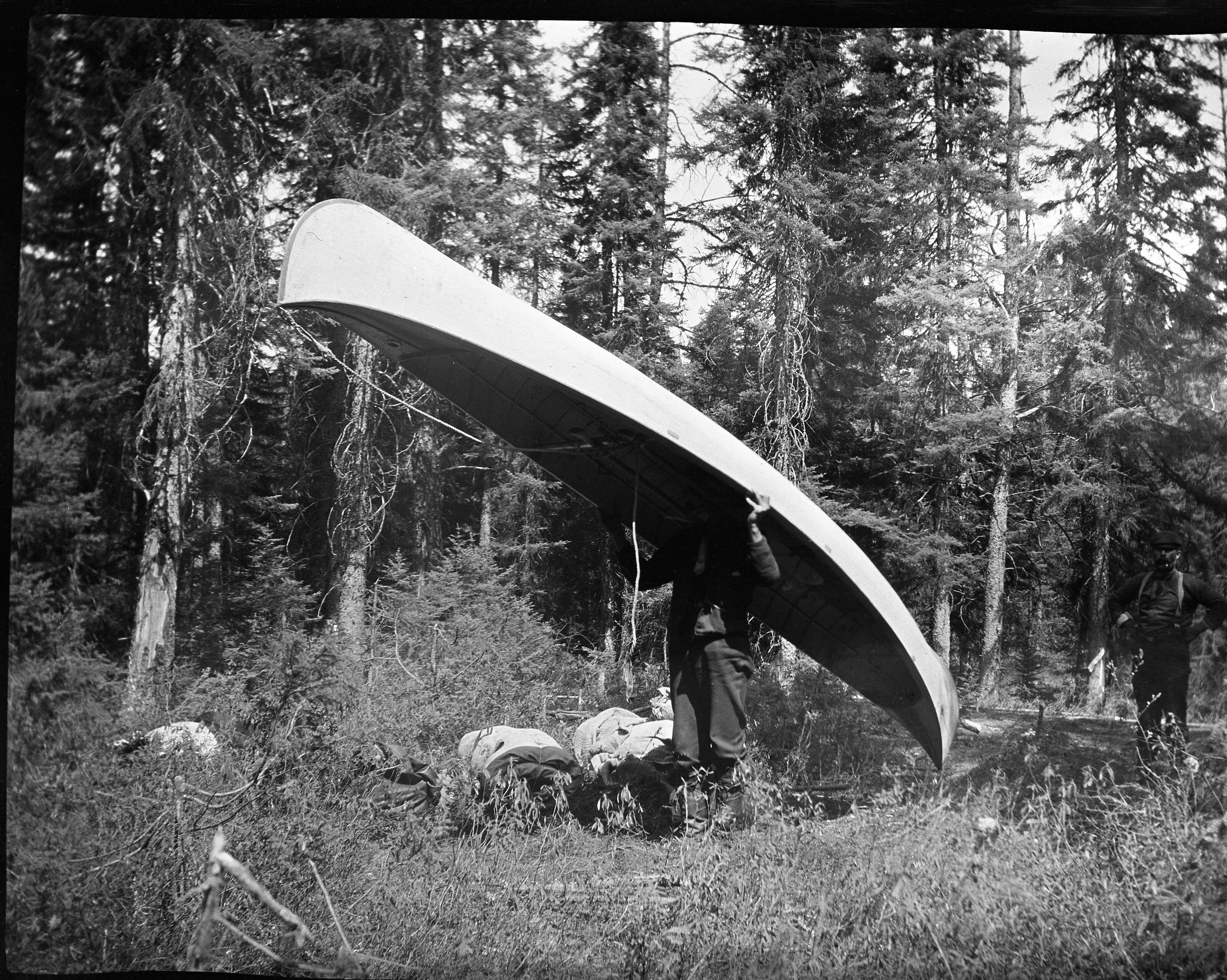
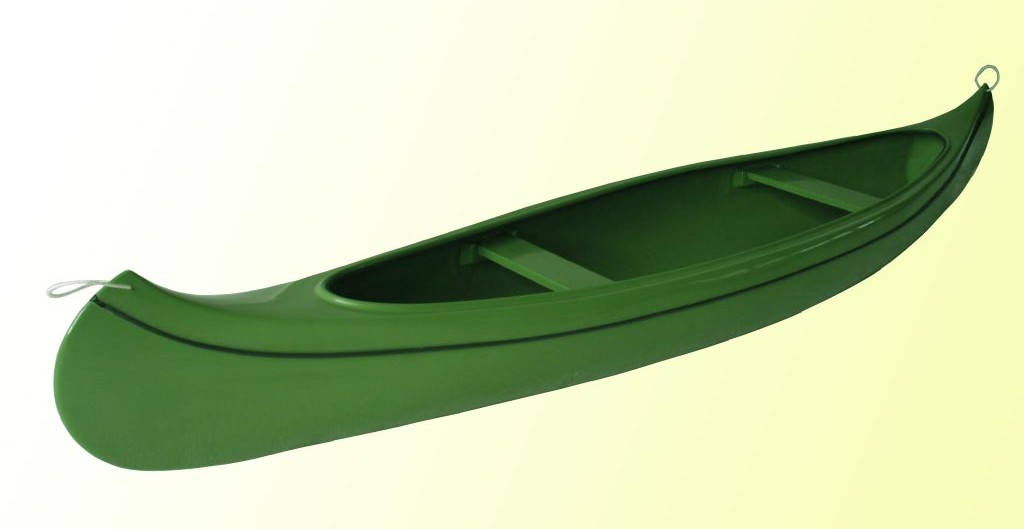
002-17 Premix-Kanu Morava
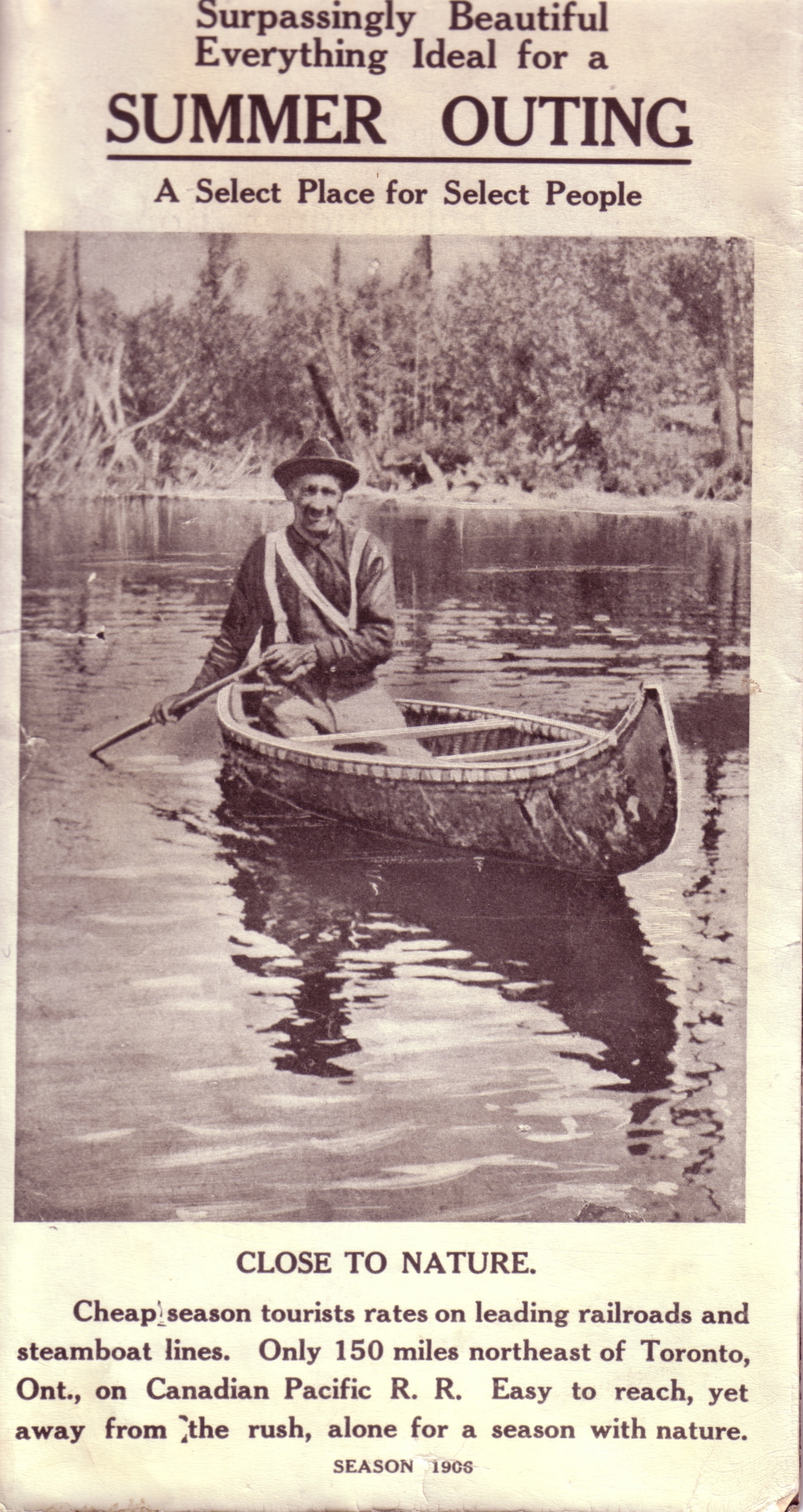
Broșură-reclamă din 1906
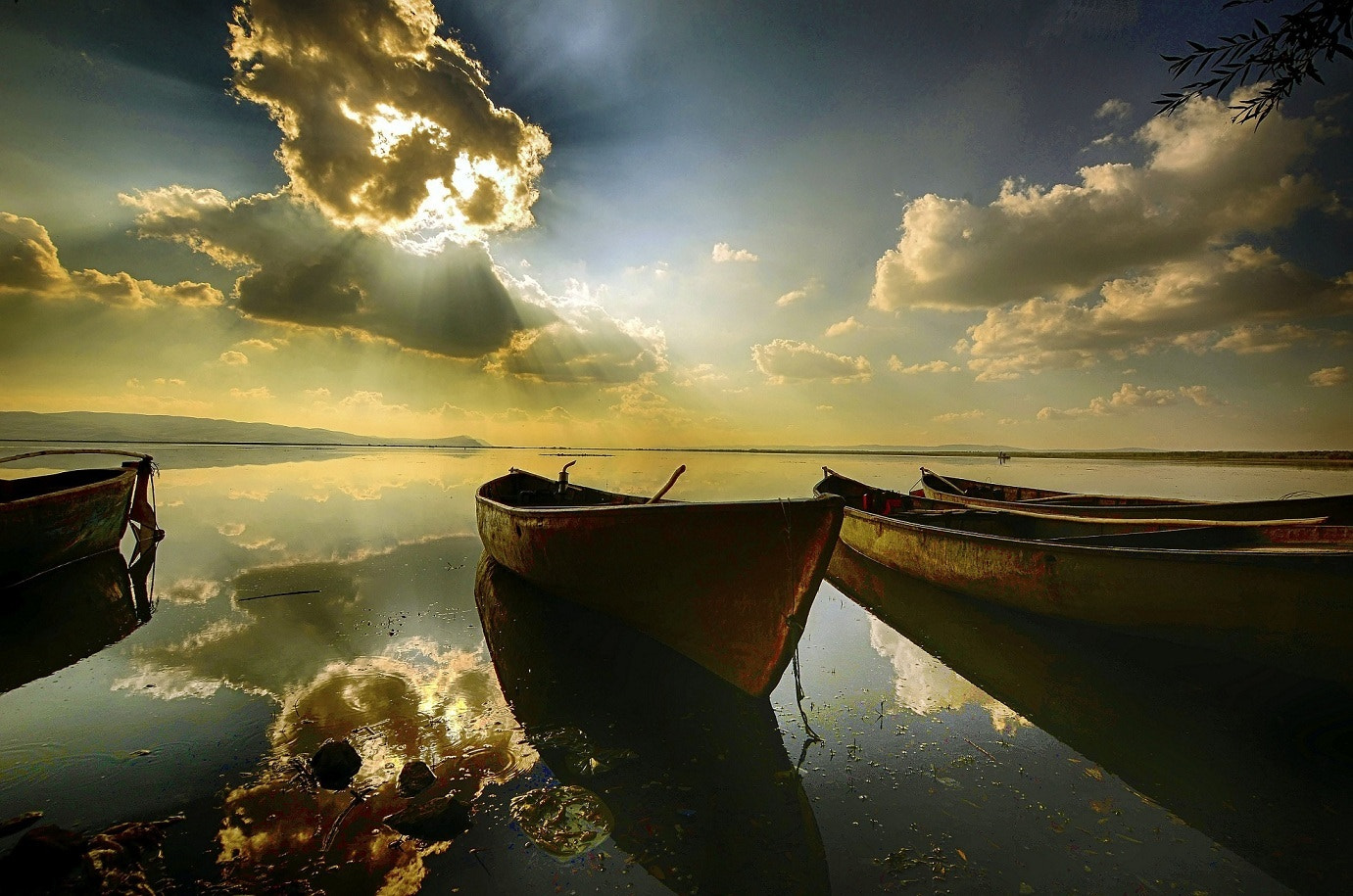